# Antonín Milata
Antonín Sebastian Milata (* 2. května 1984) je český hudební manažer a podnikatel. V roce 2004 stál u zrodu serveru Bandzone.cz, veřejné internetové databáze českých a slovenských klubových kapel, z níž se po deseti letech fungování stal nejnavštěvovanější český hudební web, který navštíví měsíčně více než 480 000 návštěvníků. Podílel se na tvorbě mnoha úspěšných hudebních projektů, např. Charlie Straight, Toxique či Tomáš Klus, kterým spoluvytvářel image.
Po projektu Bandzone.cz se chopil další výzvy a přijal místo manažera pro digitální obsah v Supraphonu. "Díky tomu, že Bandzone je dobře etablovaný web, jsem se rozhodl hledat nové výzvy. Zjistil jsem při tom, že v Supraphonu se dějí zajímavé věci, zvlášť po příchodu ředitelky Ivy Milerové, která předtím pracovala jako ředitelka Warner Music v České republice. Nějakou dobu jsem si s ní o tom povídal, původně jsem si o Supraphonu myslel, že jde o mrtvou záležitost, ale Iva mě přesvědčila, že je to úžasná značka. Že je sice tradiční, ale nikoli stará, a že stojí za to ji oživit." Vlajkovou lodí jeho spolupráce je projekt SUPRAPHONline.cz – online obchod s českou hudbou, který byl spuštěný v listopadu 2011. V letech 2012 - 2013 pracoval pro Sony Music Entertainment. Do české pobočky světového vydavatele přišel jako člověk pro nový byznys a inovace.
V současné době se Milata zaměřuje především na nové, neokoukané talenty. Koncem roku 2013 spoluzaložil vydavatelství RedHead Music, které momentálně zastupuje Adama Mišíka, Voxela, Light&Love, Atmo Music a další. RedHead Music se nechce zaměřovat jen na vydávání hudby. Se zastupovanými umělci bude uzavírat tzv. 360stupňové smlouvy, které kupříkladu zahrnují i jejich aktivity a nabídky v oblasti filmu.